# Qwest
Qwest Communications International, Inc. a fost un operator american de telecomunicații. Qwest a furnizat servicii locale în 14 state americane vestice și din vestul mijlociu: Arizona, Colorado, Idaho, Iowa, Minnesota, Montana, Nebraska, New Mexico, North Dakota, Oregon, South Dakota, Texas, Utah, Washington și Wyoming.
La 22 aprilie 2010, CenturyLink a anunțat că o să achiziționeze Qwest într-o tranzacție cu acțiuni. Fuziunea s-a închis la 1 aprilie 2011. Qwest a început să facă afaceri ca CenturyLink în august 2011.
Qwest a furnizat voce, servicii de date pentru internet și televiziune digitală în unele zone. A operat în trei segmente: Wireline Services, Wireless Services și Other Services. Segmentul Wireline Services a furnizat servicii de voce locală, voce la distanță lungă și servicii de date și Internet (DSL) consumatorilor, întreprinderilor și clienților angro, precum și servicii de acces clienților angro. Segmentul Wireless Services a fost realizat printr-un parteneriat cu Verizon Wireless. Qwest de asemenea a intrat într-un parteneriat cu DirecTV să furnizeze servicii de televiziune digitală către clienții săi. În Phoenix, Denver, Salt Lake City, Boise și Omaha, Qwest a oferit Qwest Choice TV (ulterior cunoscut și ca Qwest Digital Television), un serviciu IPTV peste DSL. Acest serviciu a fost terminat în octombrie 2008 (după ce nu a mai fost disponibil la clienți noi în mai 2008), lăsând DirecTV ca singurul serviciu TV furnizat de Qwest. Clienții Qwest Choice TV au fost mutați la DirecTV. Segmentul Other Services a implicat în principal subînchirierea de active imobiliare precum spațiu în clădiri de birouri, depozite și alte proprietăți.
Qwest Communications a mai furnizat servicii pe distanță lungă și date broadband, și de asemenea comunicație prin voce și video global. Compania și-a vândut serviciile și produsele la afaceri mici, entități guvernamentale și instituții publice și educative prin diverse canale, inclusiv marketing de vânzări directe, telemarketing, aranjamente cu agenți terți, site-ul Web al companiei și relații de parteneriat. Din 13 septembrie 2005, Qwest a avut 98 de magazine retail în 14 state. Qwest Communications a avut sediul în Denver, Colorado la 1801 California Street, în a doua cea mai mare clădire din Denver la 53 de etaje. Majoritatea angajaților ocupaționali sau fără conducere ai Qwest au fost reprezentați de două uniuni de muncă; Communications Workers of America și în Montana, International Brotherhood of Electrical Workers. Qwest a avut de asemenea centre de dezvoltare software în Bangalore și Noida (New Delhi), India numite Qwest Software Services.